# Thorkelin
Thorkelin er en gammel islandsk slægt, som også lever i Danmark.
Slægten kan føres tilbage til cand.jur., bogsamler og gehejmearkivar Grímur Jónsson Thorkelin (1752-1829), som var søn af sysselmandsdatteren Elin Magnusdatter og en mand ved navn Jón Teitsson, der nogle år senere døde som gardist i København. Sit tilnavn dannede Thorkelin efter navnet på sin oldefader, sysselmanden Åre Thorkelsson. Faderen Jon Teitsson levede 1728-58; moderen Elin Einarsdottir, død 1789, nedstammede gennem sin far, sysselmand Einar Magnusson, fra Loptr Sæmundsson, en søn af den lærde Sæmundur Sigfússon hinn fróði (1056-1133), som langt op mod vor tid antoges at have samlet den ældre Edda. 
Grímur Jónsson Thorkelin var fader til cand.jur., kammerjunker, overauditør ved Kronens Regiment Frederik Stephanus Thorkelin (1794-1840) og Charlotte Emilie født Lillienskiold (1803-1840), som var forældre til oberst og bogsamler Benedictus Frederik Julius Thorkelin (1827-1910).
Obersten var fader til skibsfører og koffardikaptajn Emil Stephanus Thorkelin (1866-1927), som var fader til forsikringsdirektør og bogsamler Frederik Emil Thorkelin (1904-1997).